# Olympicen

Olympijské kruhy

Olympicen je polyaromatický uhlovodík s pěti šestičlennými kruhy, z nichž jsou čtyři benzenová jádra, v cyklu spojenými do tvaru olympijských kruhů.
Tato molekula byla v březnu 2010 navržena Grahamem Richardsem z  Oxfordské univerzity a Antonym Williamsem jako způsob oslavy letních olympijských her 2012. Poprvé ji syntetizovali Anish Mistry a David Fox z Univerzity ve Warwicku ve Spojeném království. Relativní energie olympicenu a jeho izomerů poprvé předpověděli na základě kvantových výpočtů elektronové struktury Andrew Valentine a David Mazziotti z Chicagské univerzity.

## Syntéza
Syntéza olympicenu začíná Wittigovou reakcí karbaldehydu pyrenu. K získání potřebného ylidu se využívá reakce trifenylfosfinu s ethylbromacetátem za vzniku fosfoniové soli; po působení slabé zásady na tuto sůl následně může reagovat s aldehydem v toluenu. Po hydrogenaci α,β nenasycené karbonylové sloučeniny za použití vodíku a palladia v ethylacetátu je ester přeměněn na acylchlorid reakcí kyseliny s hydroxidem sodným a vzniklé soli s thionylchloridem. Friedelovou-Craftsovou reakcí za použití chloridu hlinitého v dichlormethanu vzniká keton. Redukcí tohoto ketonu hydridem lithno-hlinitým se získá alkohol 3,4-dihydro-5H-benzo[cd]pyren-5-ol, jenž reaguje s kyselinou ve formě iontoměničové pryskyřice, čímž se získá výsledný produkt.